# Встреча со шпионом
«Встреча со шпионом» (пол. Spotkanie ze szpiegiem) — польский фильм, снятый в 1964 году Яном Баторы по повести Яна Литана «Прощание со шпионом». Шпионский триллер. Фильм снят в Варшаве (натурные съёмки — станция «Варшава-Средместье», парк Лазенки, ресторан на Иерусалимских аллеях напротив Музея Войска Польского) и на побережье Балтийского моря в районе Кошалина.

## Сюжет
Темной ночью в нейтральных водах, недалеко от кошалинского побережья всплыла подводная лодка. С неё на воздушном шаре совершает перелет на территорию Польши агент иностранной разведки Бернард. Шар, однако, засекает пограничная радиолокационная служба. И хотя неопознанная цель исчезла с экрана локаторов, тем не менее, сотрудники контрразведки связали её с появлением подводной лодки в нейтральных водах…
Бернард благополучно приземлился в лесу. Но здесь оказывается свидетель — немой деревенский пастух. Отключив его ударом в горло, Бернард вкалывает пастуху в руку яд. Затем, выбрав место для тайника, он закапывает туда шар и прочее своё снаряжение. Затем включает рацию и передает магнитофонную запись с голосом одного из польских радиолюбителей с позывным SP1 XQZ — учителя Людвика Митулы, на запасной волне последнего). Радиолюбитель передает привет своему другу и дарит ему песенку в исполнении Катажины Боверы. Оставив все включенным, Бернард исчезает, а спустя некоторое время уже сидит в автобусе, направляясь на станцию. Передача запеленгована и вызывает определенное недоумение, в том числе и у самого Митулы, услышавшего себя по радио…
Между тем, начинаются поиски места возможного приземления неизвестной цели. В качестве исходной точки выбирается тот квадрат, где цель исчезла с локаторов. Разделившись на группы, оперативники прочесывают лес. И поисковая операция принесла первые результаты — найден труп пастуха. Дело принимает серьёзный оборот…
В Управление МВД в Варшаве срочно вызваны капитан Крес и поручник Бачный. Майор Луба вводит их в курс дела и приказывает немедленно вылететь в Кошалин. После возвращения оттуда поручник Бачный навещает Людвика Митулу, который, как выясняется, уже две недели не выходил в эфир…
Между тем Бернард уже в Варшаве, где должен связаться с предупрежденными о его прибытии агентами. Сперва он встречается с водителем грузовика Зигмунтом, однако тот, весьма напуганный такой встречей, убегает от Бернарда. Тогда Бернард звонит другому агенту, радистке и связной Марии Полинской, и назначает ей встречу на вокзале…
Мария встречается с Бернардом и передает ему первую информацию, в том числе о приезде в гарнизон группы офицеров-ракетчиков. Бернард сообщает ей, что стало известно о переброске пусковых ракетных установок на кошалинское побережье, и это подтверждается тем, что сообщила сейчас Мария. Они договариваются, что связь будет осуществляться посредством двух тайников, в зависимости от условного времени, сообщенного по телефону…
Бернард наведывается домой к Зигмунту, которому бежать уже некуда. Он обвиняет Зигмунта в том, что тот перекинулся на сторону госбезопасности. Зигмунт клянется, что это не так, просто он не годится для шпионской работы — мол, у него жена, дети. Бернард требует, чтобы Зигмунт пару раз взял его «левым» пассажиром на свой грузовик для поездки на Кошалинское побережье…
В Управлении МВД Луба с подчиненными ещё раз слушают песенку Катажины Боверы. Бачному приходит в голову прокрутить песенку на малой скорости. Идея оказалась удачной — сразу же выявилась морзянка, не слышная на обычной частоте. Майор Луба отдает распоряжение о прослушивании всех радиолюбительских передач в стране, а за Митулой установить наблюдение. И когда в эфир выходит Януш, его передача также фиксируется службой радионаблюдения…
Бернард останавливает на шоссе грузовик Зигмунта, который не один, а с напарником, и просит подбросить его до Кошалина. Проезжая мимо леса, Бернард замечает армейский грузовик, после чего просит Зигмунта остановиться в городке Шуваруве — «ноги размять». Здесь он выясняет, что весь лес набит солдатами, которые все перегородили и оградили, так что теперь местным жителям даже грибочков негде собирать…
Машина Зигмунта попадается на глаза местному милиционеру, который недоумевает, как того занесло в Шуварув, который в стороне от Кошалина — цели указанной в его путевке, и на всякий случай записывает номер машины. на дальнейшем пути Бернард просит Зигмунта снова остановить машину — мол, приспичило человеку. Сидя в кустах, Бернард фотографирует тяжелые пусковые установки, вползающие в лес…
Майор Луба вновь посылает Креса и Бачного в Кошалин для повторного исследования квадрата вероятного приземления агента. С помощью миноискателя их группа обнаруживает тайник Бернарда в лесу. В нём, помимо всего прочего, небольшие баллоны с газом…
Мария предлагает Янушу, для маскировки их свиданий от его жены Баси, записать выход Януша в эфир на магнитофон и запускать в эфир пленку, в то время как они занимаются любовью. Сказано — сделано. После чего Бернар сообщает Марии о тайнике в парке Лазенки, из которого она достает донесение. У себя дома она «отстукивает» передачу, морзянка записывается на пленку, поверх голосом Януша, эту пленку Мария приносит её к нему домой, Януш включает магнитофон и выходит в эфир, а сам на диване собирается заняться Марией…
Неожиданно, однако, возвращается Бася. Мария молниеносно изымает пленку из магнитофона и прячет в свою сумку, после чего поспешно ретируется.
Дома она вновь выходит в эфир по своей рации. Служба радионаблюдения устанавливает, что первая передача шла из дома Гедровского, а вторая — из дома, где проживает его хорошая знакомая Мария Полинская. Тем более, что криптографам управления удается взломать шифр…
Установив слежку за Марией, Бачный замечает, как она получила донесение и заложила его в тайник в одной из скамеек в Лазенках у памятника Шопену. Бачный достает из тайника записку, в которой указаны места расположения специальных частей щецинского, гданьского и ольштынского гарнизонов. Это замечает Бернард, который покидает парк и позвонил Марии из кафе «Каприс» с просьбой прочесть текст по телефону. После чего просит гардеробщика передать конверт с запиской высокой блондинке, пани Марии, которая должна быть здесь через несколько минут. А сам идет к Зигмунту и требует, чтобы тот раздобыл поездки на побережье…
Мария входит в «Каприс» под неусыпным оком Бачного, который замечает, как она получила конверт. Мария садится в автобус, где оперативники инсценируют кражу денег из сумки и задерживают Марию вместе с другими «подозреваемыми». В ближайшем отделении милиции у Марии изъяли сумочку для проверки и подвергли личному обыску. В сумочке конверта не оказалось, однако в пудренице Крес обнаруживает двойное дно, а под ним записку…
Мария вновь записывает радиограмму на передачу Януша, однако выходить в эфир ей приходится из своего дома — Януш все рассказал о связи с любовницей Басе, и та не пускает Марию на порог. Вскоре после передачи Марию и Януша арестовывают прямо на улице…
В записке, переданной Бернардом Марии есть такие слова: «Немедленно сообщить: проверил последние пункты и возвращаюсь. Пусть машина ждет на вокзале». Майор Луба получил ответ на свой запрос о тех, кто был замечен поблизости от военных баз. Выясняется, что нескольких местах был зафиксирован один и тот же грузовик, водитель которого Зигмунт однажды сделал остановку в Шуварове, хотя путевку имел в Кошалин. И вообще, подозрительный тип, долго жил в эмиграции… Майор узнает, что Зигмунт недавно снова выехал, и снова на север — в Щецин. Нет сомнения, что и агент находится с ним. Луба немедленно отправляет трех офицеров вдогонку по разным трассам, ведущим в Щецин…
«Шкода» Зигмунта настигает «Варшаву» поручника Бачного. Поравнявшись со «Шкодой», поручник приказывает Зигмунту немедленно остановиться. Но сидевший позади водителя Бернард вдруг схватил руль и резко вывернул его влево. Грузовик ударил «Варшаву», и она, переворачиваясь, покатилась с обрыва и загорелась. В отчаянии Зигмунт выскочил из грузовика и бросился назад, к месту падения машины, за ним выскочил и его напарник. В мгновение Бернард очутился за рулем и рванул с места. Зигмунт пытался остановить Бернарда, но Бернард просто переехал его. Подоспевший Крес оставил своих людей на месте аварии, а сам помчался вдогонку за Бернардом, однако догнал только пустую «Шкоду», брошенную возле железнодорожной станции…
Бернард сидит, покуривая, в уютном купе. Настроение у него превосходное — осталось только добраться до тайника, вытащить баллоны и наполнить газом шар. Ему даже не приходит в голову, что тайник уже давно обнаружен и возле него установлена круглосуточная засада…

## В ролях
- Игнацы Маховский — Бернард, шпион
- Беата Тышкевич — Мария Полинска, медсестра, сообщница Бернарда
- Збигнев Запасевич — капитан Крес
- Станислав Микульский — поручик Бачный
- Ежи Вальчак — Зигмунт, шофер-дальнобойщик, сообщник Бернарда
- Хенрик Бонк — майор Луба
- Станислав Нивинский — Януш Гедровский, коротковолновик-любитель
- Катажина Ланевска — Бася Гедровска
- Станислав Гронковский — Людвик Митула, учитель, коротковолновик-любитель
- Барбара Валкувна — Ирена Митула
- Зыгмунт Листкевич — поручик Колеба
- Вацлав Ковальский — немой пастух
- Роман Сыкала — патологоанатом
- Мариан Лонч — водитель ПКС, коллега Зигмунта
- Анджей Хердер — напарник Зигмунта
- Ежи Карашкевич — «вор» из автобуса
- Хелена Домбровска — дознаватель
- Станислав Михальский — дознаватель
- Юлиуш Любич-Лисовский — эксперт по музыке
- Витольд Скарух — руководитель группы дешифровщиков
- Наталья Шиманска — бабушка Эли, дочки Зигмунта
- Януш Зеевский — гардеробщик в кафе «Каприз»
- Ванда Якубинска — женщина из Шуварува

## Дубляж
Фильм дублирован на киностудии Мосфильм в 1964 году. 
 Режиссёр дубляжа А. Алексеев, звукооператор Н. Прилуцкий.
В титрах «Роли исполняют и дублируют» указаны (с сохранением орфографии титров):
- Мария — Беата Тышкевич — Н. Фатеева
- Бася — Катажина Ланевская — Г. Самохина
- Бернард — Игнац Маховский — М. Глузский
- Крес — Збигнев Запасевич — Э. Бредун
- Бачный — Станислав Микульский — Ю. Боголюбов
- Зигмунт — Ежи Вальчак — В. Ферапонтов
- Майор — Хенрик Бонк — А. Толбузин
- Гедровский — Станислав Нивиньский — О. Голубицкий
- Колеба — Зигмунт Листкевич — Е. Дубасов